# Munidopsis yaquinensis
Munidopsis yaquinensis is een tienpotigensoort uit de familie van de Munidopsidae. De wetenschappelijke naam van de soort is voor het eerst geldig gepubliceerd in 1980 door Ambler.